# Каунасская наступательная операция
Каунасская наступательная операция — наступательная операция войск 3-го Белорусского фронта во взаимодействии с частями 1-го Прибалтийского и 2-го Белорусского фронтов, проведённая в период с 28 июля по 28 августа 1944 года. Именуется также как Каунасская операция. Является составной частью одной из крупнейших операций за всю историю человечества — Белорусской наступательной операции «Багратион».

## Цель операции
Каунас являлся мощным укрепленным районом противника, прикрывавшим кратчайшие пути к Восточной Пруссии. Кроме того, он представлял собой крупный узел шоссейных, железных и грунтовых дорог, соединявших его со всей Прибалтикой и позволявших немецкому командованию маневрировать резервами в любом направлении. В городе располагалась старинная крепость с девятью фортами, подготовленными к длительной обороне. Потеря Каунаса ухудшала и без того незавидное положение группы армий «Север».
28 июля Ставка Верховного Главнокомандования директивой № 220160 поставила генералу армии И. Д. Черняховскому задачу: ударом 39-й и 5-й армий с севера и юга не позднее 1-2 августа овладеть Каунасом; в дальнейшем всеми силами фронта вести наступление к границам Восточной Пруссии и к 10 августа выйти на рубеж Расейняй, Сувалки, на котором перейти к обороне для подготовки к переносу боевых действий непосредственно на территорию Германии.

## Замысел операции
Для овладения городом Каунас командованием фронта в полосе 5-й армии создавались две ударные группы. 72-й стрелковый корпус должен был прорвать оборону немецких войск северо-восточнее него на участке шириной 6 км и развивать наступление в направлении Кармелава, Вилькия. 45-й стрелковый корпус получил приказ прорвать оборону врага юго-восточнее Каунаса на участке шириной 7 км. После этого ему предстояло перехватить шоссейную и железную дороги из города на Мариямполь и отрезать пути отхода каунасской группировки противника.

### Вермахт
Действовавшая против советских войск 4-я армия (генерал пехоты Фридрих Хоссбах) и 3-я танковая армия (генерал-полковник Георг Райнхардт и с 16 августа 1944 года генерал-полковник Эрхард Раус) включали 10 пехотных и охранных соединений:
- корпусная группа «Н»;
- корпусная группа «Д»;
- 201-я охранная дивизия;
- 221-я охранная дивизия;
- 52-я охранная дивизия;
- 69-я пехотная дивизия;
- 196-я пехотная дивизия;
- 131-я пехотная дивизия;
- 170-я пехотная дивизия;
- 542-я пехотная дивизия;
- 5-я танковая дивизия;
- 6-я танковая дивизия;
- отдельные части и подразделения: 2 пехотные бригады, 6 отдельных полков, 22 отдельных батальона, 2 танковых батальона резерва главного командования и большое количество других частей усиления, особенно артиллерии.

### РККА

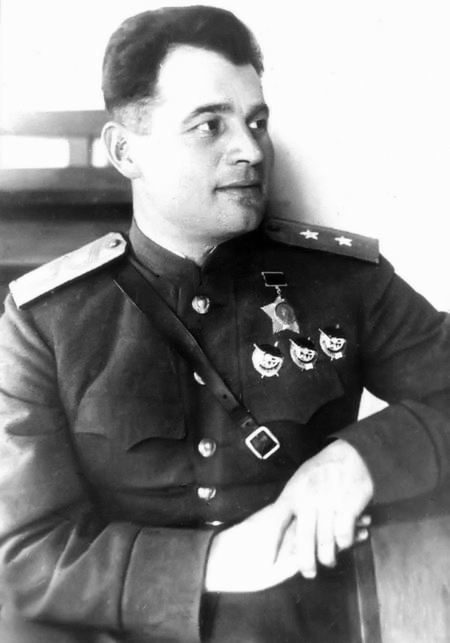
Командующий 3-м Белорусским фронтом И. Д. Черняховский

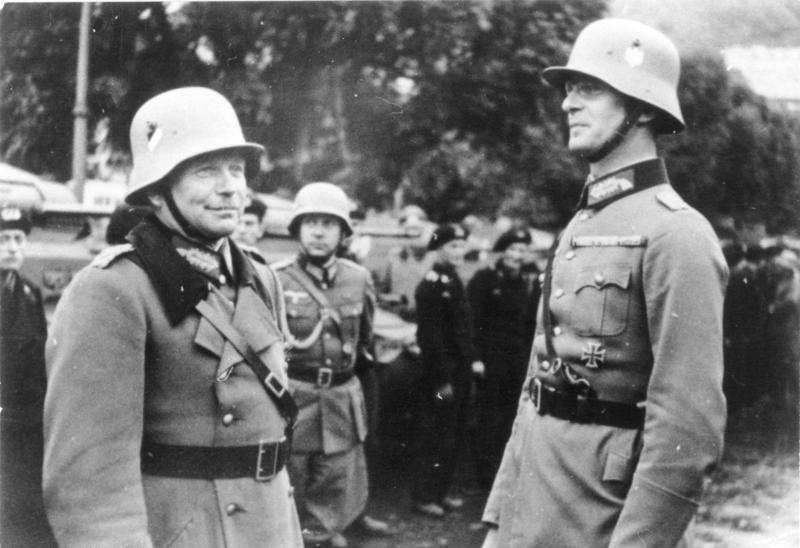
Командующий 3-й танковой армией Георг Райнхардт

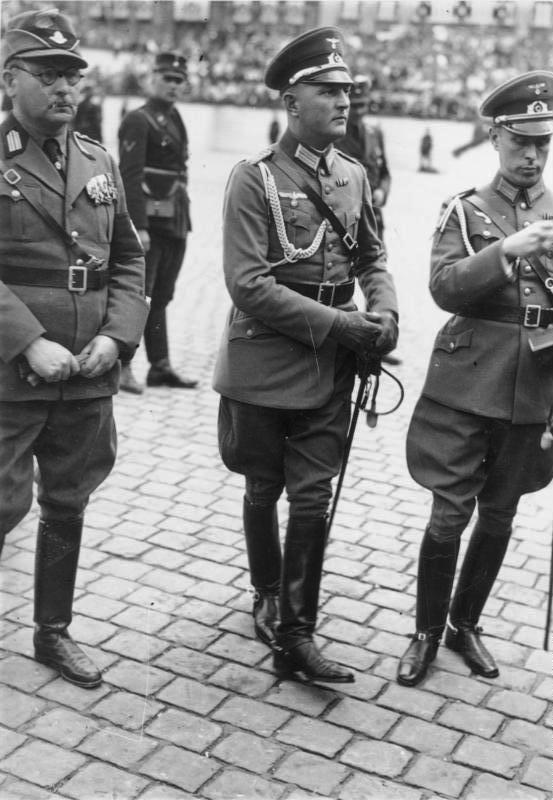
Командующий 4-й армией Фридрих Хоссбах. Фото Федерального архива Германии

3-й Белорусский фронт:
| - 11-я гвардейская армия (гвардии генерал-полковник Галицкий, Кузьма Никитович): - 8-й гвардейский стрелковый корпус: - 5-я гвардейская стрелковая дивизия; - 26-я гвардейская стрелковая дивизия; - 83-я гвардейская стрелковая дивизия; - 16-й гвардейский стрелковый корпус: - 1-я гвардейская стрелковая дивизия; - 11-я гвардейская стрелковая дивизия; - 31-я гвардейская стрелковая дивизия; - 36-й гвардейский стрелковый корпус: - 16-я гвардейская стрелковая дивизия; - 18-я гвардейская стрелковая дивизия; - 84-я гвардейская стрелковая дивизия; - отдельные части армии: 149 пабр, 523, 1093, 1165 кпап, 551 иптап, 545 минп, 67 и 317 гв. мп, 34 зенад (1379, 1383, 1389, 1395 зенап), 1280 зенап, 148 и 517 тп (2 гв. мшисбр), 1435 сап, 2 гв. мшисбр, 66 исбр |

| - 5-я гвардейская танковая армия (гвардии генерал-лейтенант танковых войск Соломатин Михаил Дмитриевич): - 3-й гвардейский танковый корпус: - 3-я гвардейская танковая бригада; - 18-я гвардейская танковая бригада; - 19-я гвардейская танковая бригада; - 2-я гвардейская мотострелковая бригада; - отдельные части корпуса: 376 гв. тсап, 1436, 1496 сап, 10 гв. мцб, 749 оиптдн, 266 минп, 324 гв. мдн, 1701 зенап - 29-й танковый корпус: - 25-я танковая бригада; - 31-я танковая бригада; - 32-я танковая бригада; - отдельные части корпуса: 53 мсбр, 1223, 1446 сап, 108 иптап, 75 мцб, 271 минп, 409 гв. мдн - отдельные части армии: 14 гв. отп, 1 гв. мцп |

| - 5-я армия (генерал-полковник Крылов Н. И.): - 45-й стрелковый корпус: - 159-я стрелковая дивизия; - 184-я стрелковая дивизия; - 338-я стрелковая дивизия; - 65-й стрелковый корпус: - 97-я стрелковая дивизия; - 144-я стрелковая дивизия; - 371-я стрелковая дивизия; - 72-й стрелковый корпус: - 63-я стрелковая дивизия; - 215-я стрелковая дивизия; - 277-я стрелковая дивизия; - отдельные части армии: 3 гв. адп (7 гв. лабр, 22 гв. пабр, 8 гв. габр, 99 тгабр, 43 минбр), 15 гв. пабр, 16 гв. иптабр, 696 иптап, 283 минп, 95 и 326 гв. мп, 20 зенад (1333, 1339, 1345, 1351 зенап), 726 зенап, 2 гв., 120, 153 тбр, 953, 954, 958 сап, 4 шисбр, 63 исбр |

| - 31-я армия (генерал-лейтенант Глаголев, Василий Васильевич): - 36-й стрелковый корпус: - 174-я стрелковая дивизия; - 200-я стрелковая дивизия; - 71-й стрелковый корпус: - 88-я стрелковая дивизия; - 192-я стрелковая дивизия; - 113-й стрелковый корпус: - 62-я стрелковая дивизия; - 173-я стрелковая дивизия; - 352-я стрелковая дивизия; - отдельные части армии: 13 и 14 гв. пабр (4 гв. тпад), 140 пабр, 392, 570 кпап, 83 гв. гап, 25 иптабр, 529 иптап, 549 минп, 42 и 74 гв. мп, 2 овпдаан, 66 зенад (1981, 1985, 1989, 1993 зенап), 1478 зенап, 213 тбр, 926, 927, 959, 1445 сап, 52 одн брп, 31 исбр, 90 пмб (8 пмбр) |

| - 33-я армия (генерал-лейтенант С. И. Морозов): - 19-й стрелковый корпус: - 32-я стрелковая дивизия; - 222-я стрелковая дивизия; - 362-я стрелковая дивизия; - 62-й стрелковый корпус: - 70-я стрелковая дивизия; - 157-я стрелковая дивизия; - 344-я стрелковая дивизия; - 49-я стрелковая дивизия; - отдельные части армии: 142 пабр, 873 иптап, 538 минп, 307 гв. мп, 48 зенад (231 гв., 1277, 1278, 2011 зенап), 1266 зенап, 1197 сап, 34 исбр |

| - 39-я армия (генерал-лейтенант Людников И. И.): - 5-й гвардейский стрелковый корпус: - 17-я гвардейская стрелковая дивизия; - 19-я гвардейская стрелковая дивизия; - 91-я гвардейская стрелковая дивизия; - 251-я стрелковая дивизия; - 84-й стрелковый корпус: - 158-я стрелковая дивизия; - 164-я стрелковая дивизия; - 262-я стрелковая дивизия; - отдельные части армии: 139 пабр, 480 гап, 610 иптап, 555 минп, 54 гв. мп, 621, 1481 зенап, 28 гв. тбр, 735, 957 сап, 12 одн брп, 32 исбр |

при авиационной поддержке 1-й воздушной армии (генерал-полковник авиации Тимофей Тимофеевич Хрюкин) силами частей и соединений:
| - 3-й штурмовой авиационный корпус: - 307-я штурмовая авиационная дивизия; - 308-я штурмовая авиационная дивизия; - 2-й истребительный авиационный корпус: - 7-я гвардейская истребительная авиационная дивизия; - 322-я истребительная авиационная дивизия; - 3-й истребительный авиационный корпус: - 265-я истребительная авиационная дивизия; - 278-я истребительная авиационная дивизия; - 240-я истребительная авиационная дивизия, - 303-я истребительная авиационная дивизия, - 3-я гвардейская бомбардировочная авиационная дивизия; - 6-я гвардейская бомбардировочная авиационная дивизия; - 1-я гвардейская штурмовая авиационная дивизия, - 311-я штурмовая авиационная дивизия, - 213-я ночная бомбардировочная авиационная дивизия, - 10-й отдельный разведывательный авиационный полк, - 117-й корректировочный разведывательный авиационный полк, - 142-й транспортный авиационный полк, - 1-й санитарный авиационный полк, - 354-й авиационный пол связи, |

Со стороны 1-го Прибалтийского фронта с севера в операции принимала участие 2-я гвардейская армия (гвардии генерал-лейтенант Чанчибадзе П. Г.):
| - - 11-й гвардейский стрелковый корпус: - 2-я гвардейская стрелковая дивизия; - 32-я гвардейская стрелковая дивизия; - 33-я гвардейская стрелковая дивизия; - 13-й гвардейский стрелковый корпус: - 3-я гвардейская стрелковая дивизия; - 24-я гвардейская стрелковая дивизия; - 87-я гвардейская стрелковая дивизия; - 54-й стрелковый корпус: - 126-я стрелковая дивизия; - 263-я стрелковая дивизия; - 346-я стрелковая дивизия; - 1-й танковый корпус: 89, 117, 159 тбр, 44 мсбр, 1437, 1514 сап, 86 мцб, 108 минп, 10 гв. мдн, 1720 зенап), - отдельные части армии: 150 пабр, 14 иптабр, 113 гв. иптап, 483 минп, 2 гв. мп, 1530 зенап, 32 гв. отп, 346 гв. тсап, 1402, 1490, 1491 сап, 406 нбап, 30 исбр |

Со стороны 2-го Белорусского фронта с юга в операции принимала участие 50-я армия (генерал-полковник Болдин Иван Васильевич):
| - - 69-й стрелковый корпус: - 153-я стрелковая дивизия; - 330-я стрелковая дивизия; - 369-я стрелковая дивизия; - 81-й стрелковый корпус: - 95-я стрелковая дивизия; - 290-я стрелковая дивизия; - 307-я стрелковая дивизия; - 324-я стрелковая дивизия; - отдельные части армии: 1321 иптап, 481, 544 минп, 47 зенад (1585, 1586, 1591, 1592 зенап), 1484 зенап, 1434, 1444 сап, 1 гв. шисбр, 50 исбр, 345 оиб, 89, 122 пм |

## Ход операции
29 июля 1944 года после сорокаминутной артиллерийской подготовки ударные группы армии перешли в наступление. Отражая контратаки пехоты, поддержанной артиллерией и танками, действовавшими из засад, соединения 72-го стрелкового корпуса медленно продвигались к р. Вилии. Ожесточенный бой разгорелся за станцию Палемонас. Только после шестнадцати часов непрерывных боевых действий 291-му стрелковому полку 63-й стрелковой дивизии (генерал-майор Н. М. Ласкин) удалось полностью очистить её от противника. Лишь к исходу дня все дивизии 72-го корпуса вышли к Вилие в 4 — 5 км восточнее Каунаса. В тот же день 45-й и 65-й стрелковые корпуса нанесли удары с занимаемых плацдармов на западном берегу Немана. К вечеру их соединения продвинулись вперед на глубину от 9 до 17 км, освободили 53 населенных пункта и начали охватывать город с юга.
В ночь на 31 июля передовые части 72-го стрелкового корпуса форсировали Вилию севернее Каунаса. Его 277-я стрелковая дивизия освободила один из районов города — Вилиямполь. Одновременно 63-я стрелковая дивизия преодолела оборонительный рубеж в районе Палеманаса и утром прорвалась в Каунас. Ликвидируя отдельные очаги сопротивления, она подошла к Неману. Инженерные подразделения немедленно приступили к наведению мостов, и уже вечером артиллерия дивизии переправилась на другой берег реки. Стрелковые части, форсировав её на подручных средствах, достигли с боями центра города.
Одновременно удар по нему нанесли соединения 65-го и 45-го стрелковых корпусов. Преодолев оборону врага на линии фортов Старой крепости, 144-я стрелковая дивизия (полковник А. А. Донец), обойдя мощные форты № 4 и № 5, ворвалась в Каунас с юга. Положение немецких войск стало критическим, когда 120-я отдельная танковая бригада под командованием полковника Букова, ведя наступление по западному берегу Немана, вышла в тыл каунасского гарнизона. Её головная рота под командованием Героя Советского Союза старшего лейтенанта М. Г. Батракова обнаружила на одном из перекрестков дорог скопление немецких автомашин и бронетехники. Командир роты принял решение не допустить отхода противника из города. Подразделение заняло круговую оборону и приняло бой с двадцатью вражескими танками. В его ходе танк командира взвода Героя Советского Союза лейтенанта И. А. Матвиенко уничтожил три боевые машины, а затем, после отказа орудия, пошел на таран. Немецкие танкисты, дрогнув, повернули обратно. Отразив последующие атаки, рота Батракова с подходом главных сил бригады продолжила наступление, разгромила гарнизон врага в м. Гермонь, затем освободила м. Гарлява и перерезала шоссейную дорогу из Каунаса.
Вскоре стрелковые дивизии 5-й армии овладели большей частью города. Развивая успех в направлении станции Еся, они рассекли занимавшую здесь оборону группировку противника и вышли на южный берег Немана. Под воздействием ударов соединений армии немецкое командование начало отводить свои войска по железным и шоссейным дорогам из Каунаса на Мариямполь. Их отход прикрывали группы танков, штурмовых орудий и мотопехоты в районе м. Юзефово. Командир 45-го стрелкового корпуса генерал-майор С. Г. Поплавский приказал перехватить пути отхода врага командиру 184-й стрелковой дивизии генерал-майору Б. Б. Городовикову, который для выполнения поставленной задачи выделил 297-й стрелковый полк и танковый батальон старшего лейтенанта Кравеца. Этот батальон, насчитывавший 7 танков и 3 самоходные артиллерийские установки, вышел к шоссе Каунас — Мариямполь, с трех направлений атаковал Юзефово и, овладев им, лишил немецкие войска возможности беспрепятственного отхода из Каунаса.
В полосах 39-й и 5-й гвардейской танковой армий также продолжалось преследование врага. К тому времени в боевом составе 5-й гвардейской танковой армии оставались исправными только 28 танков, которые были объединены в одну бригаду. Помимо неё непосредственное участие в наступлении принимали лишь мотострелковые бригады танковых корпусов. Несмотря на это, части 29-го танкового корпуса форсировали р. Неважу, овладели плацдармом на её северо-западном берегу и, продолжая наступление, достигли местечка Цинкишки — важного опорного пункта противника. Утром 1 августа они освободили Цинкишки и Эйраголу, после чего устремились в направлении города Расейняй.
Не менее напряженные бои велись в центре и на левом крыле фронта. 29 июля соединения левого фланга 5, 33, 11-й гвардейской и 31-й армий перешли в наступление и при поддержке авиации 1-й воздушной армии, совершившей за день 628 самолето-вылетов, прорвали вражескую оборону на глубину от 7 до 15 км. На следующий день в полосе 33-й армии был введен в прорыв 2-й гвардейский танковый корпус генерал-майора А. С. Бурдейного. При поддержке 1-й гвардейской штурмовой авиационной дивизии полковника С. Д. Пруткова он, используя разрывы в обороне противника, преодолел 35 км и перерезал дороги от Каунаса на Мариямполь и на Вилкавишкис. Под угрозой окружения каунасская группировка врага начала отход на восточно-прусский приграничный оборонительный рубеж. В то же время немецкие войска, используя лесисто-озерную местность, сумели замедлить наступление 11-й гвардейской и 31-й армий. Тем не менее в ходе ожесточенных трехдневных боев, с 29 по 31 июля, войска 3-го Белорусского фронта сокрушили вражескую оборону на рубеже Немана, нанесли серьезный урон немецким 3-й танковой и 4-й армиям и вынудили их начать отход в северо-западном и западном направлениях.
В период с 5 по 31 июля объединения и соединения фронта продвинулись на запад на расстояние oт 180 до 300 км, освободили Вильнюс и Каунас, создали благоприятные условия для наступления к границам Восточной Пруссии. В ходе боевых действий советские войска форсировали с ходу реки Неман, Вилия, Гавья, Дитва, Меречанка и другие; причинили серьезный урон 6-й и 7-й танковым, 50, 131, 170 и 212-й пехотным, 201, 221 и 707-й охранным дивизиям, 765-й пехотной бригаде, 22 отдельным гренадерским, полицейским и охранным полкам, различным боевым группам, охранным, маршевым и специальным батальонам; взяли в плен 43 966 немецких солдат и офицеров, захватили 912 орудий, 67 танков и штурмовых орудий, 3884 автомашины и тягача, другие трофеи. Немалыми оказались и потери фронта. Только за время продвижения от р. Березины до начала форсирования Немана они составили: 10 920 человек убитыми и 30 700 человек ранеными; 368 танков и САУ; 62 самолета; 63 орудия; 64 миномета; 689 пулеметов; 575 автомашин.
После освобождения Каунаса армии 3-го Белорусского фронта в первых числах августа приступили к выполнению задачи по выходу к границам Восточной Пруссии. При этом им предстояло прорвать хорошо подготовленную, заблаговременно занятую оборону противника. В период с 2 по 6 августа стрелковые соединения вели тяжелые наступательные бои, пытаясь преодолеть восточно-прусскую приграничную оборонительную линию. Они смогли вклиниться в оборону врага на двух участках — севернее Вилкавишкиса и северо-западнее и западнее Калварии, но наступление развития так и не получило. К 9 августа относительный успех обозначился только на правом крыле фронта, где 39-я и 5-я гвардейская танковая армии форсировали р. Дубису и заняли Расейняй.
Однако в тот же день немецкие войска нанесли сильный контрудар. После продолжительной артиллерийской и авиационной подготовки они сломили сопротивление 222-й стрелковой дивизии 33-й армии и вышли на шоссе Мариямполь — Вилкавишкис, где были встречены огнем артиллерии 47-й истребительной противотанковой артиллерийской бригады, а затем и танковыми засадами 2-го гвардейского танкового корпуса. Несмотря на большие потери, противник во второй половине дня занял Вилкавишкис. Все его попытки продвинуться в сторону Каунаса сорвали 2-й гвардейский танковый корпус и другие соединения, которые уничтожили 123 танка и штурмовых орудия врага из 200, принявших участие в контрударе.
Не добившись полного успеха под Вилкавишкисом, немецкое командование перенесло свои усилия севернее этого города. Здесь после получасовой артиллерийской подготовки противник силами 7-й танковой дивизии, насчитывавшей до 130 танков, 252-й и 212-й пехотных дивизий утром 14 августа атаковал 84-й стрелковый корпус генерал-майора Ю. М. Прокофьева. К 17 часам, продвинувшись на восток на 5 — 8 км, он овладел населенными пунктами Расейняй и Калнуяй, окружив 2 танковые бригады и 2 стрелковых полка. Вечером того же дня в результате встречного удара 84-го стрелкового корпуса при поддержке соединений 5-й гвардейской танковой армии и штурмовой авиации 1-й воздушной армии враг был отброшен в исходное положение, а окруженные советские части — деблокированы.
После того как противник начал переброску на шауляйское направление, против 1-го Прибалтийского фронта, 5-й танковой дивизии и танковой дивизии «Великая Германия», армии 3-го Белорусского фронта 15 августа возобновили наступление в общем направлении на Гумбинен. Однако в результате упорных боев в период с 15 по 22 августа их соединениям удалось продвинуться на запад лишь на 6 — 14 км и вновь овладеть г. Вилкавишкис. И только 5-я армия частью сил вышла на своем левом фланге на границу с Восточной Пруссией.
17 августа войска 5-й армии вышли к пограничной реке Шешупе на 15-километровом участке от г. Кудиркос-Науместис до устья речки Новы, которая впадает в Шешупе. На германском берегу реки были захвачены небольшие плацдармы. Противник предпринимал попытки выбить советские войска с них в течение недели. Одна из наиболее сильных атак была организована 22 августа. Советские войска были выведены с плацдармов на восточный берег в конце августа-начале сентября, когда наступление советских войск на этом участке остановились, поскольку удержание этих микроплацдармов потеряло смысл.
Для 3-го Белорусского фронта Каунасской операцией сражения в рамках операции «Багратион» закончились.

## Итоги операции
Войска фронта продвинулись от 50 до 135 км, освободили город Каунас и вышли на рубеж (исключительно) Расейняй, Раудондварис, (исключительно) Кудиркос-Науместис, западнее Вилкавишкис, Дембово, (исключительно) озеро Вигры
Освобождены города:
- Вилкавишкис (освобожден 2 августа 1944 г.);
- Ионава (освобожден 29 июля 1944 г.);
- Калвария (освобожден 1 августа 1944 г.);
- Каунас (освобожден 1 августа 1944 г.);
- Кедайняй (освобожден 2 августа 1944 г.);
- Лаздияй (освобожден 31 июля 1944 г.);
- Мариямполе (освобожден 31 июля 1944 г.);
- Приенай (Пренай, освобожден 22 июля 1944 г.);
- Расейняй (освобожден 9 августа 1944 г.).

### Объявлены благодарности Верховного Главнокомандующего
За овладение городом и крепостью Каунас (Ковно) объявлена благодарность и в Москве дан салют 20 артиллерийскими залпами из 224 орудий, присвоено наименование Ковенских:
65-му стрелковому корпусу; 72-му стрелковому корпусу; 252-му стрелковому полку (подполковник Литовских Кузьма Степанович), 291-му стрелковому полку (подполковник Уфимцев Николай Георгиевич), 449-му стрелковому полку (подполковник Байков Александр Иванович), 618-му стрелковому полку (подполковник Мусланов Григорий Федорович), 633-му стрелковому полку (полковник Гафаров Мустафа Шакурович), 852-му стрелковому полку (полковник Палажченко Иван Федорович), 14-му отдельному гвардейскому танковому полку, 480-му гаубичному артиллерийскому полку (полковник Кротов Лука Демидович), 7-й гвардейской миномётной дивизии (генерал-майор артиллерии Карсанов Казбек Дрисович), 43 минбр (полковник Скворцов Михаил Константинович), 621 армейскому зенап (подполковник Антонов Дмитрий Антонович), 1266 армейскому зенап (подполковник Паркин Петр Павлович), 15 отд. шисб (майор Максимов Александр Дмитриевич), 206 исб (майор Карасев Виталий Иванович), 37 отд. мостсб (инженер-майор Алексеев Всеволод Александрович), 77 отд. мостсб (инженер-майор Купревич Юрий Адольфович), 7 опс (подполковник Захаров Павел Петрович), 536 олбс (инженер-подполковник Павлюченко Иван Андреевич), 482-й истребительный авиационный полк (майор Молодчинин Алексей Егорович).

## Воины, удостоенные наград за операцию
| - Абдуллин Анвар Абдуллинович, командир орудия 846-го артиллерийского полка 277-й стрелковой дивизии 5-й армии 3-го Белорусского фронта, старший сержант. - Алхимов Владимир Сергеевич, командир батареи 261-го гвардейского пушечно-артиллерийского полка (22-я гвардейская пушечная артиллерийская бригада, 3-я гвардейская артиллерийская дивизия, 5-й артиллерийский корпус прорыва, 5-я армия, 3-й Белорусский фронт), гвардии лейтенант. - Ансимов Николай Петрович, радиотелеграфист 846-го артиллерийского полка (277-я стрелковая дивизия, 5-я армия, 3-й Белорусский фронт) младший сержант. - Апраксин Сергей Андреевич, старший лётчик 74-го гвардейского штурмового авиационного Сталинградского Краснознаменного ордена Суворова полка (1-я гвардейская штурмовая авиационная Сталинградская ордена Ленина Краснознаменная ордена Суворова и ордена Кутузова дивизия, 1-я воздушная армия, 3-й Белорусский фронт), гвардии младший лейтенант. - Асеев Игорь Петрович, командир 1-го дивизиона 781-го артиллерийского полка (215-я стрелковая Смоленская Краснознаменная дивизия, 5-я армия, 3-й Белорусский фронт), капитан - Бакланов Глеб Владимирович, командир 34-го гвардейского стрелкового корпуса 5-й гвардейской армии 1-го Украинского фронта, гвардии генерал-майор. - Батраков Михаил Григорьевич, командир танковой роты 120-й отдельной танковой бригады 5-й армии 3-го Белорусского фронта, старший лейтенант. - Бобров Леонид Николаевич, командир эскадрильи 134-го гвардейского бомбардировочного авиационного полка 6-й гвардейской бомбардировочной авиационной дивизии 1-й воздушной армии 3-го Белорусского фронта, гвардии майор. - Бородин Николай Васильевич, заместитель командира эскадрильи 43-го истребительного авиационного Севастопольского Краснознаменного полка (278-я истребительная авиационная Сибирская Сталинская Краснознаменная ордена Суворова дивизия, 3-й истребительный авиационный Никопольский корпус, 1-я воздушная армия, 3-й Белорусский фронт), старший лейтенант. - Ванин Николай Андреевич, командир орудия 696-го Неманского истребительно-противотанкового артиллерийского полка (45-й стрелковый корпус, 5-я армия, 3-й Белорусский фронт), старший сержант. - Васильев Василий Семенович, командир 3-й батареи 1964-го истребительно-противотанкового полка 43-й отдельной истребительно-противотанковой артиллерийской бригады 33-й армии 3-го Белорусского фронта, лейтенант. - Волков Михаил Евдокимович, командир 558-го стрелкового полка 159-й Витебской Краснознамённой стрелковой дивизии 45-го Неманского стрелкового корпуса 5-й армии 3-го Белорусского фронта, подполковник. - Галутва Григорий Данилович, командир батальона 558-го стрелкового полка 159-й Витебской стрелковой дивизии 5-й армии 3-го Белорусского фронта, старший лейтенант. - Гамзин Владимир Васильевич, помощник командира 74-го гвардейского штурмового авиационного Сталинградского Краснознаменного полка по воздушно-стрелковой службе 1-й гвардейской штурмовой авиационной дивизии 1-й воздушной армии 3-го Белорусского фронта, гвардии капитан. - Герасимов Сергей Дмитриевич, командир эскадрильи 136-го гвардейского штурмового авиационного полка (1-я гвардейская штурмовая авиационная дивизия, 1-я воздушная армия, 3-й Белорусский фронт) гвардии майор. - Глазков Василий Егорович, наводчик орудия 369-го отдельного истребительного противотанкового артиллерийского дивизиона (263-я Сивашская стрелковая дивизия, 54-й стрелковый корпус, 43-я армия, 3-й Белорусский фронт), сержант. - Городовиков Басан Бадьминович, командир 184-й Краснознамённой Духовщинской стрелковой дивизии 5-й армии 3-го Белорусского фронта, генерал-майор. - Губкин Георгий Никитович, командир 2-го батальона 297-го стрелкового полка 184-й Краснознамённой Духовщинской стрелковой дивизии 5-й армии 3-го Белорусского фронта, капитан. - Диденко Гавриил Власович, майор, командир 482-го истребительного авиационного полка 322-й истребительной авиационной дивизии 2-го истребительного авиационного корпуса 2-й воздушной армии 10 апреля 1945 года удостоен звания Герой Советского Союза,. Золотая Звезда № 4610. - Дмитриев Филипп Дмитриевич, командир огневого взвода 616-го артиллерийского полка (184-я стрелковая Духовщинская дивизия, 5-я армия, 3-й Белорусский фронт), лейтенант. - Каратаев Илья Васильевич, командир огневого взвода 6-й батареи 214-го гвардейского гаубичного артиллерийского полка (8-я гвардейская Виленская Краснознаменная гаубичная артиллерийская бригада, 3-я гвардейская Витебская Краснознаменная ордена Суворова артиллерийская дивизия, 5-й артиллерийский корпус прорыва, 5-я армия, 3-й Белорусский фронт), гвардии лейтенант. - Кислухин Иван Георгиевич, командир батареи 846-го артиллерийского полка (277-я Краснознаменная стрелковая дивизия, 5-я армия, 3-й Белорусский фронт), лейтенант. - Козлов Григорий Филиппович, заместитель командира, он же инспектор-летчик по технике пилотирования и теории полетов 135-го штурмового авиационного Витебского дважды Краснознаменного полка (308-я штурмовая авиационная Краковская Краснознаменная дивизия, 2-я воздушная армия, 1-й Украинский фронт), майор. - Коровин Яков Ильич, командир эскадрильи 136-го гвардейского штурмового Сталинского Краснознаменного авиационного полка (1-я гвардейская штурмовая авиационная Сталинградская Краснознаменная орденов Суворова и Кутузова дивизия, 1-я воздушная армия, 3-й Белорусский фронт), гвардии майор. - Королёв Виталий Иванович, майор, заместитель командира 482-го истребительного авиационного полка 322-й истребительной авиационной дивизии 2-го истребительного авиационного корпуса 2-й воздушной армии 27 июня 1945 года удостоен звания Герой Советского Союза,. Золотая Звезда № 6526. - Костин Федор Алексеевич, заместитель командира 2-го батальона по политчасти 297-го стрелкового полка (184-я стрелковая дивизия, 5-я армия, 3-й Белорусский фронт), младший лейтенант. - Курков Василий Сергеевич, командир батареи 261-го гвардейского пушечного артиллерийского полка (22-я гвардейская Виленская Краснознаменная тяжелая пушечная артиллерийская бригада, 3-я гвардейская Витебская Краснознаменная ордена Суворова артиллерийская дивизия, 5-й артиллерийский корпус прорыва, 5-я армия, 3-й Белорусский фронт), гвардии капитан. - Ландик Иван Иванович, капитан, командир эскадрильи 482-го истребительного авиационного полка 322-й истребительной авиационной дивизии 2-го истребительного авиационного корпуса 2-й воздушной армии 27 июня 1945 года удостоен звания Герой Советского Союза. Посмертно. - Левицкий Василий Иосифович, командир батареи самоходно-артиллерийских установок СУ-76 958-го лёгкого самоходно-артиллерийского полка (45-й стрелковый корпус, 5-я армия, 3-й Белорусский фронт), старший лейтенант. - Луев Иван Панкратьевич, командир стрелкового батальона 850-го Витебского Краснознамённого стрелкового полка (277-я Рославльская Краснознамённая ордена Суворова 2-й степени стрелковая дивизия, 72-й стрелковый корпус, 5-я армия, 3-й Белорусский фронт), капитан. - Мазикин Егор Иванович, командир роты 294-го стрелкового полка (184-я стрелковая Духовщинская Краснознаменная дивизия, 5-я армия, 3-й Белорусский фронт), капитан. - Макридов Николай Афанасьевич, комсорг 491-го стрелкового Неманского полка (159-я стрелковая Витебская Краснознаменная ордена Суворова 2-й степени дивизия, 5-я армия, 3-й Белорусский фронт), старший лейтенант. - Матвеенко Иван Андреевич, командир взвода 120-й отдельной танковой бригады 5-й армии 3-го Белорусского фронта, лейтенант. - Медведев Александр Николаевич, штурман 122-го гвардейского бомбардировочного Гомельского Краснознамённого ордена Суворова авиационного полка 3-й гвардейской бомбардировочной авиационной дивизии 3-й воздушной армии 1-го Прибалтийского фронта, гвардии майор - Осадчиев Александр Дмитриевич, командир авиаэскадрильи 43-го истребительного авиационного полка (278-я истребительная авиационная дивизия, 3-й истребительный авиационный корпус, 1-я воздушная армия, 3-й Белорусский фронт), старший лейтенант. - Покидько Василий Маркович, командир батальона 226-го стрелкового полка 63-й стрелковой дивизии 5-й армии 3-го Белорусского фронта, капитан. - Попов Андрей Андреевич, командир орудия 597-го артиллерийского полка (159-я стрелковая Витебская Краснознаменная ордена Суворова дивизия, 5-я армия, 3-й Белорусский фронт), старший сержант. - Пульный Василий Федорович, командир роты автоматчиков 79-й танковой бригады (19-й танковый корпус, 1-й Прибалтийский фронт), старший лейтенант. - Путилин Михаил Тихонович, командир эскадрильи 74-го гвардейского штурмового авиационного Сталинградского Краснознаменного полка (1-я гвардейская штурмовая авиационная Сталинградская Краснознаменная орденов Суворова и Кутузова дивизия, 1-я воздушная армия, 3-й Белорусский фронт), гвардии майор. - Самохин Иван Никитович, наводчик орудия 558-го стрелкового полка (159-я стрелковая дивизия, 5-я армия, 3-й Белорусский фронт), сержант. - Синчуков Петр Сидорович, командир звена 75-го гвардейского штурмового авиационного Сталинградского Краснознамённого полка (1-я гвардейская штурмовая авиационная Сталинградская Краснознамённая ордена Суворова дивизия, 1-я воздушная армия, 3-й Белорусский фронт), гвардии старший лейтенант. - Слизень Леонтий Николаевич, командир авиаэскадрильи 15-го истребительного авиационного полка (278-я истребительная авиационная дивизия, 3-й истребительный авиационный корпус, 16-я воздушная армия, 1-й Белорусский фронт), майор. - Снитко Иван Никитович, заместитель командира батальона 291-го стрелкового полка 63-й стрелковой дивизии 5-й армии 3-го Белорусского фронта, гвардии капитан. - Сорокин Сергей Дмитриевич, командир самоходно-артиллерийской установки Су-76 954-го самоходно-артиллерийского полка (72-й стрелковый корпус, 5-я армия, 3-й Белорусский фронт), лейтенант. - Судаков Владимир Константинович,помощник командира 122-го гвардейского бомбардировочного авиационного полка по воздушно-стрелковой службе (3-я гвардейская бомбардировочная авиационная дивизия, 3-я воздушная армия, 3-й Белорусский фронт), гвардии капитан. - Тимонов Фёдор Трофимович, командир пулемётного расчёта 226-го стрелкового Витебского Краснознамённого полка (63-я стрелковая Витебская Краснознамённая дивизия, 5-я армия, 3-й Белорусский фронт), красноармеец. - Тимшин Павел Григорьевич, командир пулемётного расчёта 633-го стрелкового полка (157-я стрелковая дивизия, 33-я армия, 3-й Белорусский фронт), младший сержант. - Тхоржевский Александр Иванович, стрелок 294-го стрелкового полка 184-й стрелковой дивизии 5-й армии 3-го Белорусского фронта, красноармеец. - Фоминых Евгений Иванович, командир 25-го Краснознамённого танкового корпуса 3-й гвардейской армии 1-го Украинского фронта, генерал-майор танковых войск. - Хайрутдинов Мингас Хайрутдинович, командир орудия 2-го дивизиона 597-го артиллерийского полка (159-я Витебская Краснознаменная ордена Суворова 2-й степени стрелковая дивизия, 45-й Неманский стрелковый корпус, 5-я армия, 3-й Белорусский фронт), сержант - Цыбань Пётр Федотович, командир взвода связи 120-го гвардейского стрелкового полка 39-й гвардейской стрелковой дивизии 8-й гвардейской армии 3-го Украинского фронта, гвардии лейтенант. - Шаповалов Иван Егорович, заместитель командира батальона по политической части 291-го стрелкового полка 63-й Витебской Краснознамённой стрелковой дивизии 5-й армии 3-го Белорусского фронта, капитан. - Шевченко Иван Григорьевич, командир орудия 703-го истребительно-противотанкового артиллерийского полка 16-й гвардейской истребительно-противотанковой артиллерийской бригады 5-й армии 3-го Белорусского фронта, старший сержант. - Шишмаков Илья Николаевич,стрелок 226-го стрелкового полка (63-я стрелковая дивизия, 5-я армия, 3-й Белорусский фронт), красноармеец. - [[Файл:OrderofGlory.png\|50px]] Юнак Григорий Михайлович, сапер саперного взвода 138-го гвардейского стрелкового полка 48-й гвардейской стрелковой дивизии 70-й армии 1-го Украинского фронта, гвардии младший сержант - на момент представления к награждению орденом Славы 1-й степени. - Яковлев Пётр Афанасьевич, командир пулемётного расчёта 449-го Каунасского стрелкового полка 144-й стрелковой дивизии 5-й армии 3-го Белорусского фронта, Герой Советского Союза, красноармеец. |